# Chinese Basketball Association
Die Chinese Basketball Association (CBA; chinesisch 中国男子篮球职业联赛, Pinyin Zhōngguó Nánzǐ Lánqiú Zhíyè Liánsài) ist die höchste Basketball-Profiliga Chinas, gegründet im Jahr 1995. Neben der CBA besteht ebenfalls eine Liga für Damen, die WCBA. Die CBA ist nicht mit der National Basketball League (ehemals Chinese Basketball League) zu verwechselt, die nur eine Minor League der CBA darstellt.
Einige CBA-Spieler, wie zum Beispiel Yao Ming, Wang Zhizhi, Yi Jianlian, Sun Yue und Mengke Bateer haben anschließend den Weg in die nordamerikanische Profiliga National Basketball Association (NBA) geschafft.
Seit einigen Jahren spielen und spielten auch ehemalige, meist altgediente NBA-Profis in der CBA. Die Bekanntesten sind Stephon Marbury, Carlos Boozer, Steve Francis, Gilbert Arenas, Tracy McGrady, Al Harrington, Metta World Peace, Kenyon Martin, Michael Beasley, Aaron Brooks, Andray Blatche, Bonzi Wells oder J.R. Smith. Für die CBA besteht ein Limit ausländischer Spieler für jedes einzelne Team.

## Hintergrund
Die Liga begann ihren Spielbetrieb 1995 und ist daher nicht mit der gleichnamigen „Chinese Basketball Association“ zu verwechseln, die 1956 gegründet wurde, deren Spielbetrieb aber bereits 1974 wieder eingestellt wurde. Das Basketballgeschehen in der Volksrepublik China wird durch das Chinese Basketball Management Center (国家体育总局篮球管理中心 oder 体总篮球管理中心 oder 篮管中心), kurz CBMC, geregelt.

## Aktuelle Teams
North Division
- Beijing Ducks
- Jiangsu Dragons
- Jiangsu Monkey King
- Jilin Northeast Tigers
- Liaoning Flying Leopards
- Qingdao Double Star Eagles
- Shandong Lions
- Shanxi Brave Dragons
- Tianjin Gold Lions
- Xinjiang Flying Tigers

South Division
- Bayi Rockets
- Chongqing Soaring Dragons
- Dongguan Leopards
- Fujian Sturgeons
- Guangdong Dralions
- Guangdong Southern Tigers
- Shanghai Sharks
- Sichuan Blue Whales
- Zhejiang Golden Bulls
- Zhejiang Lions

## CBA-Finalbegegnungen

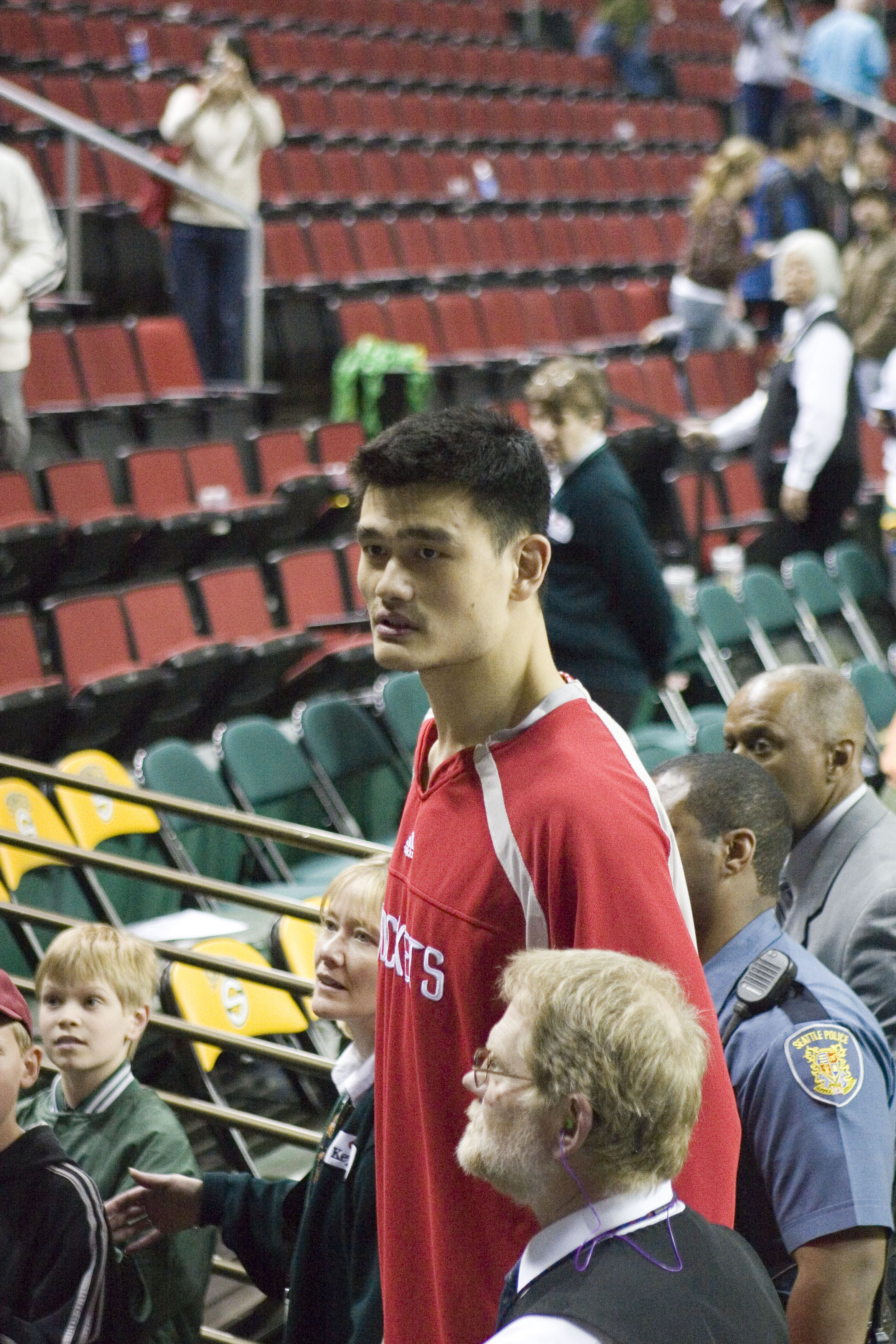
Yao Ming spielte von 1997 bis 2002 in der CBA

| Jahr    | Champion                  | Ergebnis | Finalist                  | -                                                                          |
| ------- | ------------------------- | -------- | ------------------------- | -------------------------------------------------------------------------- |
| 1995–96 | Bayi Rockets              | 3 - 0    | Guangdong Southern Tigers | 10 Jahre lang wurden die Finalspiele als „Best-of-Five“-Serie ausgetragen. |
| 1996–97 | Bayi Rockets              | 3 - 0    | Liaoning Hunters          |                                                                            |
| 1997–98 | Bayi Rockets              | 3 - 0    | Liaoning Hunters          |                                                                            |
| 1998–99 | Bayi Rockets              | 3 - 0    | Liaoning Hunters          |                                                                            |
| 1999–00 | Bayi Rockets              | 3 - 0    | Shanghai Sharks           |                                                                            |
| 2000–01 | Bayi Rockets              | 3 - 1    | Shanghai Sharks           |                                                                            |
| 2001–02 | Shanghai Sharks           | 3 - 1    | Bayi Rockets              |                                                                            |
| 2002–03 | Bayi Rockets              | 3 - 1    | Guangdong Southern Tigers |                                                                            |
| 2003–04 | Guangdong Southern Tigers | 3 - 1    | Bayi Rockets              |                                                                            |
| 2004–05 | Guangdong Southern Tigers | 3 - 2    | Jiangsu Dragons           |                                                                            |
| 2005–06 | Guangdong Southern Tigers | 4 - 1    | Bayi Rockets              | Seit der Saison 2005–06 wird „Best-of-Seven“ gespielt                      |
| 2006–07 | Bayi Rockets              | 4 - 1    | Guangdong Southern Tigers |                                                                            |
| 2007–08 | Guangdong Southern Tigers | 4 - 1    | Liaoning Hunters          |                                                                            |
| 2008–09 | Guangdong Southern Tigers | 4 - 1    | Xinjiang Flying Tigers    |                                                                            |
| 2009–10 | Guangdong Southern Tigers | 4 - 1    | Xinjiang Flying Tigers    |                                                                            |
| 2010–11 | Guangdong Southern Tigers | 4 - 2    | Xinjiang Flying Tigers    |                                                                            |
| 2011–12 | Beijing Ducks             | 4 - 1    | Guangdong Southern Tigers |                                                                            |
| 2012–13 | Guangdong Southern Tigers | 4 - 0    | Shandong Lions            |                                                                            |
| 2013–14 | Beijing Ducks             | 4 - 2    | Xinjiang Flying Tigers    |                                                                            |
| 2014–15 | Beijing Ducks             | 4 - 2    | Liaoning Flying Leopards  |                                                                            |
| 2015–16 | Sichuan Blue Whales       | 4 - 1    | Liaoning Flying Leopards  |                                                                            |
| 2016–17 | Xinjiang Flying Tigers    | 4 - 0    | Guangdong Southern Tigers |                                                                            |
| 2017–18 | Liaoning Flying Leopards  | 4 - 0    | Zhejiang Guangsha Lions   |                                                                            |

## Ligarekorde

### Spiel
- Punkte: 82, Errick McCollum, 2015–2016, Zhejiang Golden Bulls
- Getroffene Dreier: 15, Leon Rodgers, 2008–2009, Jilin Northeast Tigers
- Rebounds: 38, Garth Joseph, 2001–2002, Shaanxi Kylins
- Dunks: 10, James Hodges, 1998–1999, Liaoning Hunters
- Assists: 28, Li Qun, 1999–2000, Guangdong Southern Tigers
- Steals: 13, Zhang Yongjun, 1996–1997, Guangdong Southern Tigers
- Blocks: 13, Yao Ming, 2000–2001, Shanghai Sharks
- Gesamtleistung: Yao Ming, 49 Punkte, 17 Rebounds, 2 Assists, 3 Steals, 6 Dunks, 6 Blocks, 2000–2001, Shanghai Sharks

### Saison
- Punkte: 1.266, Anthony Myles, 2005–2006, Dongguan Leopards
- Getroffene Dreier: 189, Yu Junkai, 2004–05, Yunnan Bulls,
- Rebounds: 727, Olumide Oyedeji, 2004–2005, Beijing Ducks
- Dunks: 140, Lorenzo Coleman, 2005–2006, Xinjiang Flying Tigers
- Assists: 325, Hu Xuefeng, 2004–2005, Jiangsu Dragons
- Steals: 246, Hu Xuefeng, 2004–2005, Jiangsu Dragons
- Blocks: 126, Yao Ming, 1999–2000, Shanghai Sharks

### CBA-Karriere
- Punkte: 10.858, Zhu Fangyu
- Getroffene Dreier: 1.095, Li Nan
- Rebounds: 4.584, Mengke Bateer
- Dunks: 498, Jason Dixon
- Assists: 1.807, Hu Xuefeng
- Steals: 1.313, Hu Xuefeng
- Blocks: 736, Wang Zhizhi

### Team
- Punkte:
  - Begegnung: Fujian Sturgeons 178, Zhejiang Golden Bulls 177 am 9. Februar 2014